# Molino Murat
El Molino Murat (en francés: Moulin Murat) es un molino de viento agrícola que se encuentra en Grand- Bourg en la isla de Marie-Galante en el departamento de Guadalupe un territorio dependiente de Francia en el Mar Caribe. El molino está clasificado como monumento histórico desde 1991.
El molino fue construido en 1814 para el funcionamiento mecánico de la molienda de la caña de azúcar de Murat - una finca de azúcar fundada en 1657 por Antoine Luce, notariada y comprado en 1807 por Dominique Murat, que se desarrolla bajo el "Bellevue la Plaine" después de su matrimonio con una criolla local.
El molino es un edificio protegido desde 1990 y presentado como tal el 23 de agosto de 1991.